# إف91 دوديلانج
إف91 دوديلانج (بالإنجليزية: F91 Dudelange)‏ هو نادي كرة قدم لوكسمبورغي مقره في دوديلانج، جنوب لوكسمبورغ. تأسس النادي في سنة 1991. فاز بلقب الدوري المحلي 10 مرات من قبل. تأهل الفريق إلى الدوري الأوروبي 2018–19، ليصبح أول نادٍ في لوكسمبورغ يصل إلى مرحلة المجموعات في مسابقة أوروبية.
ألوان زي الفريق هما الأحمر والأصفر.

## وصلات خارجية
- الموقع الرسمي